# Ronivon Santiago
José Edmar Santiago de Melo, mais conhecido como Ronivon Santiago (Cruzeiro do Sul, 14 de outubro de 1950) é um ex-professor de educação física, ex-treinador de futebol e ex-político brasileiro,  filiado ao Partido Progressista do Acre.
Foi eleito deputado federal em 1990, sendo reeleito em 1994. Renunciou ao mandato depois de admitir ter vendido seu voto em favor da emenda da reeleição, para permitir o segundo  mandato de Fernando Henrique Cardoso, em 1998. Em 2002 foi eleito novamente, mas perdeu o mandato em 21 de dezembro de 2005.